# Elecciones municipales de Paraguay de 2021
Las  elecciones municipales de Paraguay de 2021 se celebraron el domingo 10 de octubre para elegir a intendentes y miembros de Juntas Municipales de los 261 distritos del país, para el periodo 2021-2026.
Originalmente estas elecciones debieron realizarse en el 2020, pero debido a la pandemia de COVID-19 fueron pospuestas hasta el 2021.

## Datos generales
La web del Tribunal Superior de Justicia Electoral (TSJE) refleja los siguientes datos de demografía electoral:
| Población estimada según el INE | 7 353 038 |
| Votantes habilitados            | 4 644 536 |
| Participación                   | TBD       |
| Votos válidos                   | TBD       |
| Votos en blanco                 | TBD       |
| Votos nulos                     | TBD       |
| Municipios                      | 261       |

Un total de 261 municipios elegirán a sus respectivos Intendentes y a 2.781 Concejales de la Junta Municipal.
| Departamento     | Intendentes | Concejales |
| ---------------- | ----------- | ---------- |
| Asunción         | 1           | 24         |
| Concepción       | 13          | 129        |
| San Pedro        | 22          | 213        |
| Cordillera       | 20          | 204        |
| Guairá           | 18          | 168        |
| Caaguazú         | 22          | 222        |
| Caazapá          | 11          | 111        |
| Itapúa           | 30          | 348        |
| Misiones         | 10          | 111        |
| Paraguarí        | 18          | 180        |
| Alto Paraná      | 22          | 252        |
| Central          | 19          | 228        |
| Ñeembucú         | 16          | 159        |
| Amambay          | 6           | 63         |
| Canindeyú        | 16          | 159        |
| Presidente Hayes | 9           | 105        |
| Alto Paraguay    | 4           | 45         |
| Boquerón         | 4           | 45         |
| Total            | 261         | 2.781      |

## Resultados

### Asunción
| Asunción              | Asunción                                   | Asunción     | Asunción     | Asunción     |
| 1 Intendente          | 1 Intendente                               | 1 Intendente | 1 Intendente | 1 Intendente |
| Partido/Alianza       | Partido/Alianza                            | Votos        | %            | Intendentes  |
| --------------------- | ------------------------------------------ | ------------ | ------------ | ------------ |
|                       | Partido Colorado                           | 122.353      | 47.50        | 1/1          |
|                       | Juntos por Asunción                        | 108.485      | 42.11        |              |
|                       | Asunción para Todos                        | 12.044       | 4.68         |              |
|                       | Partido Cruzada Nacional                   | 2.067        | 0.80         |              |
|                       | Concertación Nacional Frente Guasu         | 1.468        | 0.57         |              |
|                       | Partido Nacional Unámonos                  | 840          | 0.33         |              |
|                       | Partido del Movimiento Patriótico Nacional | 703          | 0.27         |              |
| Votos positivos       | Votos positivos                            | 247.960      | 96.26        |              |
| Votos en blanco       | Votos en blanco                            | 8.511        | 3.30         |              |
| Votos nulos           | Votos nulos                                | 1.056        | 0.41         |              |
| Participación         | Participación                              | 257.593      | 59.65        |              |
| Electores registrados | Electores registrados                      | 431.840      | 100          |              |

### Concepción
| Concepción            | Concepción                         | Concepción     | Concepción     | Concepción     |
| 13 Intendentes        | 13 Intendentes                     | 13 Intendentes | 13 Intendentes | 13 Intendentes |
| Partido/Alianza       | Partido/Alianza                    | Votos          | %              | Intendentes    |
| --------------------- | ---------------------------------- | -------------- | -------------- | -------------- |
|                       | Partido Colorado                   | 45.286         | 47.32          | 7/13           |
|                       | Partido Liberal Radical Auténtico  | 26.043         | 27.21          | 5/13           |
|                       | Partido Democrático Progresista    | 5.570          | 5.82           |                |
|                       | Alianza Todos por Yby Yau          | 4.987          | 5.21           | 1/13           |
|                       | Alianza Ganamos Todos              | 2.464          | 2.57           |                |
|                       | Alianza Juntos por Belén           | 2.220          | 2.32           |                |
|                       | Alianza Arroyito Unido             | 1.938          | 2.02           |                |
|                       | Alianza Todos por Puentesiño       | 1.540          | 1.61           |                |
|                       | Movimiento Nueva Concepción        | 817            | 0.85           |                |
|                       | Partido Frente Amplio              | 812            | 0.85           |                |
|                       | Partido Cruzada Nacional           | 748            | 0.78           |                |
|                       | Movimiento Arroyito Ñande MBA E    | 405            | 0.42           |                |
|                       | Partido de la A                    | 210            | 0.22           |                |
|                       | Partido Participación Ciudadana    | 94             | 0.10           |                |
|                       | Concertación Nacional Frente Guasu | 86             | 0.09           |                |
|                       | Partido Demócrata Cristiano        | 15             | 0.02           |                |
| Votos positivos       | Votos positivos                    | 93.235         | 97.41          |                |
| Votos en blanco       | Votos en blanco                    | 2.092          | 2.19           |                |
| Votos nulos           | Votos nulos                        | 354            | 0.37           |                |
| Participación         | Participación                      | 95.710         | 59.83          |                |
| Electores registrados | Electores registrados              | 159.972        | 100            |                |

### San Pedro
| San Pedro             | San Pedro                                        | San Pedro      | San Pedro      | San Pedro      |
| 22 Intendentes        | 22 Intendentes                                   | 22 Intendentes | 22 Intendentes | 22 Intendentes |
| Partido/Alianza       | Partido/Alianza                                  | Votos          | %              | Intendentes    |
| --------------------- | ------------------------------------------------ | -------------- | -------------- | -------------- |
|                       | Partido Colorado                                 | 89.637         |                | 16/22          |
|                       | Partido Liberal Radical Auténtico                | 16.195         |                |                |
|                       | Gran Alianza Democrática y Popular Capiibaryense | 7.465          |                | 1/22           |
|                       | Alianza Gobernemos Juntos Guajayví               | 6.661          |                | 1/22           |
|                       | Alianza Liberación Unidos                        | 5.389          |                | 1/22           |
|                       | Alianza Ñamopu a Yataity del Norte               | 4.070          |                | 1/22           |
|                       | Alianza Unidos por Santani                       | 3.944          |                |                |
|                       | Movimiento Independiente Sampedrano              | 3.626          |                |                |
|                       | Alianza Chore para Todos                         | 3.271          |                |                |
|                       | Alianza Todos por Lima                           | 2.432          |                | 1/22           |
|                       | Alianza Progresista                              | 2.410          |                |                |
|                       | Alianza Sampedrana para el Progreso              | 2.339          |                |                |
|                       | Partido Demócrata Cristiano                      | 2.225          |                |                |
|                       | Alianza Unidos por un 25                         | 2.085          |                |                |
|                       | Partido del Movimiento Patriótico Popular        | 2.009          |                |                |
|                       | Partido Participación Ciudadana                  | 1.790          |                |                |
|                       | Partido Cruzada Nacional                         | 1.434          |                |                |
|                       | Alianza San Pablo para Todos                     | 1.268          |                | 1/22           |
|                       | Alianza por Nueva Germania                       | 1.027          |                |                |
|                       | Movimiento Independiente Juntos Somos Más        | 897            |                |                |
|                       | Concertación Nacional Frente Guasu               | 883            |                |                |
|                       | Partido Nacional de la Gente 30A                 | 871            |                |                |
|                       | Movimiento Ndeve Guara Santani                   | 322            |                |                |
|                       | Movimiento Rohayhu San Pedro                     | 219            |                |                |
|                       | Partido Nacional Unámonos                        | 170            |                |                |
|                       | Partido Patria Querida                           | 155            |                |                |
|                       | Concertación Poder Popular                       | 122            |                |                |
|                       | Partido Patria Soñada                            | 55             |                |                |
| Votos positivos       | Votos positivos                                  | 166.597        |                |                |
| Votos en blanco       |                                                  |                |                |                |
| Votos nulos           |                                                  |                |                |                |
| Participación         |                                                  |                |                |                |
| Electores registrados | Electores registrados                            |                | 100            |                |

### Cordillera
| Cordillera            | Cordillera                                  | Cordillera     | Cordillera     | Cordillera     |
| 20 Intendentes        | 20 Intendentes                              | 20 Intendentes | 20 Intendentes | 20 Intendentes |
| Partido/Alianza       | Partido/Alianza                             | Votos          | %              | Intendentes    |
| --------------------- | ------------------------------------------- | -------------- | -------------- | -------------- |
|                       | Partido Liberal Radical Auténtico           | 67.420         |                | 15/20          |
|                       | Partido Colorado                            | 64.947         |                | 5/20           |
|                       | Alianza para el Cambio                      | 4.227          |                |                |
|                       | Alianza Atyra                               | 4.036          |                |                |
|                       | Partido Nacional de la Gente 30A            | 1.603          |                |                |
|                       | Concertación Nacional Frente Guasu          | 981            |                |                |
|                       | Partido Popular Tekojoja                    | 722            |                |                |
|                       | Partido Patria Querida                      | 599            |                |                |
|                       | Alianza Unidad Primereña para el Cambio     | 361            |                |                |
|                       | Partido Hagamos                             | 247            |                |                |
|                       | Partido Verde Paraguay                      | 221            |                |                |
|                       | Partido Encuentro Nacional                  | 194            |                |                |
|                       | Partido Cruzada Nacional                    | 91             |                |                |
|                       | Partido Unión Nacional de Ciudadanos Éticos | 34             |                |                |
| Votos positivos       | Votos positivos                             | 145.683        |                |                |
| Votos en blanco       |                                             |                |                |                |
| Votos nulos           |                                             |                |                |                |
| Participación         |                                             |                |                |                |
| Electores registrados | Electores registrados                       |                | 100            |                |

### Guairá
| Guairá                | Guairá                                         | Guairá         | Guairá         | Guairá         |
| 18 Intendentes        | 18 Intendentes                                 | 18 Intendentes | 18 Intendentes | 18 Intendentes |
| Partido/Alianza       | Partido/Alianza                                | Votos          | %              | Intendentes    |
| --------------------- | ---------------------------------------------- | -------------- | -------------- | -------------- |
|                       | Partido Colorado                               | 50.165         |                | 9/18           |
|                       | Partido Liberal Radical Auténtico              | 29.077         |                | 5/18           |
|                       | Partido Nacional de la Gente 30A               | 4.444          |                | 1/18           |
|                       | Alianza Independencia Pyahu                    | 2.918          |                |                |
|                       | Movimiento Unidad Popular Renovadora           | 1.759          |                | 1/18           |
|                       | Movimiento Independiente Jóvenes por el Cambio | 1.320          |                |                |
|                       | Movimiento Pol Oñondivepa Ikatuta              | 1.263          |                | 1/18           |
|                       | Movimiento Independiente Ciudadanos Unidos     | 1.135          |                |                |
|                       | Movimiento Frente Patriótico Tebicuary         | 1.034          |                | 1/18           |
|                       | Partido Encuentro Nacional                     | 722            |                |                |
|                       | Concertación Nacional Frente Guasu             | 659            |                |                |
|                       | Movimiento Independiente Pueblo Unido          | 427            |                |                |
|                       | Partido Hagamos                                | 308            |                |                |
|                       | Partido Demócrata Cristiano                    | 235            |                |                |
|                       | Partido del Frente Patriótico Teete            | 119            |                |                |
|                       | Partido Nacional Unámonos                      | 6              |                |                |
| Votos positivos       | Votos positivos                                | 95.591         |                |                |
| Votos en blanco       |                                                |                |                |                |
| Votos nulos           |                                                |                |                |                |
| Participación         |                                                |                |                |                |
| Electores registrados | Electores registrados                          |                | 100            |                |

### Caaguazú
| Caaguazú              | Caaguazú                                               | Caaguazú       | Caaguazú       | Caaguazú       |
| 22 Intendentes        | 22 Intendentes                                         | 22 Intendentes | 22 Intendentes | 22 Intendentes |
| Partido/Alianza       | Partido/Alianza                                        | Votos          | %              | Intendentes    |
| --------------------- | ------------------------------------------------------ | -------------- | -------------- | -------------- |
|                       | Partido Colorado                                       | 110.449        |                | 15/22          |
|                       | Partido Liberal Radical Auténtico                      | 45.216         |                | 5/22           |
|                       | Alianza Unidad Ovetense                                | 21.304         |                |                |
|                       | Alianza Juntos por el Cambio                           | 6.303          |                |                |
|                       | Alianza Ganadora de Repatriación                       | 4.324          |                |                |
|                       | Alianza Carayao en Donde Todos Estamos                 | 3.296          |                |                |
|                       | Alianza Todos Unidos por Raúl Arsenio Oviedo           | 3.211          |                |                |
|                       | Alianza Todos Unidos por Vaquería                      | 2.747          |                | 1/22           |
|                       | Movimiento Independiente Yhu Cambia                    | 2.568          |                |                |
|                       | Alianza Todos Unidos por RI 3 Corrales                 | 2.068          |                |                |
|                       | Alianza Transformemos Campo 9                          | 1.652          |                |                |
|                       | Concertación Nacional Frente Guasu                     | 1.423          |                |                |
|                       | Movimiento Independiente Todos Unidos por Nueva Toledo | 1.358          |                | 1/22           |
|                       | Partido Unión Nacional de Ciudadanos Éticos            | 1.357          |                |                |
|                       | Movimiento Raza Guaraní                                | 1.225          |                |                |
|                       | Alianza Ganar Renovada                                 | 956            |                |                |
|                       | Partido Popular Tekojoja                               | 725            |                |                |
|                       | Partido Cruzada Nacional                               | 597            |                |                |
|                       | Partido Nacional Unámonos                              | 545            |                |                |
|                       | Ciudadanos Autoconvocados de Coronel Oviedo            | 480            |                |                |
|                       | Partido Patria Querida                                 | 272            |                |                |
|                       | Partido Frente Amplio                                  | 243            |                |                |
|                       | Partido del Frente Patriótico Teete                    | 20             |                |                |
| Votos positivos       | Votos positivos                                        | 212.339        |                |                |
| Votos en blanco       |                                                        |                |                |                |
| Votos nulos           |                                                        |                |                |                |
| Participación         |                                                        |                |                |                |
| Electores registrados | Electores registrados                                  |                | 100            |                |

### Caazapá
| Caazapá               | Caazapá                             | Caazapá        | Caazapá        | Caazapá        |
| 11 Intendentes        | 11 Intendentes                      | 11 Intendentes | 11 Intendentes | 11 Intendentes |
| Partido/Alianza       | Partido/Alianza                     | Votos          | %              | Intendentes    |
| --------------------- | ----------------------------------- | -------------- | -------------- | -------------- |
|                       | Partido Colorado                    | 45.545         |                | 11/11          |
|                       | Alianza Fraterna Nepomucena         | 5.364          |                |                |
|                       | Alianza Juntos Podemos              | 4.163          |                |                |
|                       | Partido Liberal Radical Auténtico   | 3.461          |                |                |
|                       | Alianza Unidos por Caazapá          | 2.025          |                |                |
|                       | Partido del Frente Patriótico Teete | 1.776          |                |                |
|                       | Alianza Tavai Diferente             | 1.226          |                |                |
|                       | Partido Hagamos                     | 1.172          |                |                |
|                       | Concertación Nacional Frente Guasu  | 783            |                |                |
|                       | Movimiento Yegrós para Todos        | 584            |                |                |
|                       | Partido Patria Querida              | 509            |                |                |
|                       | Partido Nacional Unámonos           | 435            |                |                |
|                       | Alianza Moriniguense                | 337            |                |                |
|                       | Partido de la Juventud              | 253            |                |                |
|                       | Partido Frente Amplio               | 89             |                |                |
| Votos positivos       | Votos positivos                     | 67.722         |                |                |
| Votos en blanco       |                                     |                |                |                |
| Votos nulos           |                                     |                |                |                |
| Participación         |                                     |                |                |                |
| Electores registrados | Electores registrados               |                | 100            |                |

### Itapúa
| Itapúa                | Itapúa                                                  | Itapúa         | Itapúa         | Itapúa         |
| 30 Intendentes        | 30 Intendentes                                          | 30 Intendentes | 30 Intendentes | 30 Intendentes |
| Partido/Alianza       | Partido/Alianza                                         | Votos          | %              | Intendentes    |
| --------------------- | ------------------------------------------------------- | -------------- | -------------- | -------------- |
|                       | Partido Colorado                                        | 107.547        |                | 18/30          |
|                       | Partido Liberal Radical Auténtico                       | 41.586         |                | 7/30           |
|                       | Alianza Encarnación al Frente                           | 26.548         |                | 1/30           |
|                       | Partido Encuentro Nacional                              | 4.938          |                | 1/30           |
|                       | Concertación Nacional Frente Guasu                      | 4.595          |                |                |
|                       | Alianza Todos por Otaño                                 | 3.864          |                | 1/30           |
|                       | Alianza Natalio para Todos                              | 3.710          |                | 1/30           |
|                       | Alianza Tomás Romero Pereira                            | 3.662          |                |                |
|                       | Alianza General Artigas                                 | 2.931          |                | 1/30           |
|                       | Alianza Unidos por Edelira                              | 2.707          |                |                |
|                       | Alianza Frente para la Victoria Carlense                | 2.471          |                |                |
|                       | Alianza Unidos por Capitán Meza                         | 1.786          |                |                |
|                       | San Cosme Oñondivepa                                    | 1.452          |                |                |
|                       | Alianza Nueva Alborada                                  | 1.391          |                |                |
|                       | Partido Frente Amplio                                   | 1.023          |                |                |
|                       | Partido Unión Nacional de Ciudadanos Éticos             | 937            |                |                |
|                       | Alianza Trinidad Ñanemba E                              | 801            |                |                |
|                       | Alianza Capitán Miranda Gana                            | 633            |                |                |
|                       | Partido Hagamos                                         | 605            |                |                |
|                       | Partido Cruzada Nacional                                | 582            |                |                |
|                       | Alianza Pirapo Unidos                                   | 564            |                |                |
|                       | Movimiento Unidos por Capitán Miranda                   | 477            |                |                |
|                       | Movimiento Edelira para Todos                           | 368            |                |                |
|                       | Movimiento Nueva Alborada para Todos                    | 360            |                |                |
|                       | Alianza por Jesús                                       | 311            |                |                |
|                       | Movimiento Jamombarete Oñondivepa Tava i Coronel Bogado | 304            |                |                |
|                       | Partido de la Juventud                                  | 281            |                |                |
|                       | Partido Nacional Unámonos                               | 259            |                |                |
|                       | Alianza Sí Se Puede                                     | 227            |                |                |
|                       | Partido Demócrata Cristiano                             | 190            |                |                |
|                       | Movimiento Carmeños Unidos                              | 169            |                |                |
|                       | Renacer Natalio                                         | 156            |                |                |
|                       | Partido del Movimiento Patriótico Popular               | 144            |                |                |
|                       | Alianza Tricolor Carlos Antonio López                   | 139            |                |                |
|                       | Partido Popular Tekojoja                                | 100            |                |                |
|                       | Partido de la A                                         | 86             |                |                |
| Votos positivos       | Votos positivos                                         | 217.904        |                |                |
| Votos en blanco       |                                                         |                |                |                |
| Votos nulos           |                                                         |                |                |                |
| Participación         |                                                         |                |                |                |
| Electores registrados | Electores registrados                                   |                | 100            |                |

### Misiones
| Misiones              | Misiones                                     | Misiones       | Misiones       | Misiones       |
| 10 Intendentes        | 10 Intendentes                               | 10 Intendentes | 10 Intendentes | 10 Intendentes |
| Partido/Alianza       | Partido/Alianza                              | Votos          | %              | Intendentes    |
| --------------------- | -------------------------------------------- | -------------- | -------------- | -------------- |
|                       | Partido Colorado                             | 40.039         |                | 8/10           |
|                       | Partido Liberal Radical Auténtico            | 8.528          |                | 1/10           |
|                       | Alianza Todos por San Juan                   | 4.862          |                |                |
|                       | Alianza Ciudadana Todos por San Ignacio      | 2.754          |                |                |
|                       | Alianza Unidos por Ayolas                    | 2.034          |                |                |
|                       | Alianza Todos por San Patricio               | 1.853          |                | 1/10           |
|                       | Partido Popular Tekojoja                     | 1.214          |                |                |
|                       | Alianza para el Cambio por Santa María de Fe | 534            |                |                |
|                       | Partido del Movimiento Patriótico Popular    | 304            |                |                |
|                       | Partido Cruzada Nacional                     | 226            |                |                |
|                       | Concertación Nacional Frente Guasu           | 21             |                |                |
| Votos positivos       | Votos positivos                              | 62.369         |                |                |
| Votos en blanco       |                                              |                |                |                |
| Votos nulos           |                                              |                |                |                |
| Participación         |                                              |                |                |                |
| Electores registrados | Electores registrados                        |                | 100            |                |

### Paraguarí
| Paraguarí             | Paraguarí                             | Paraguarí      | Paraguarí      | Paraguarí      |
| 18 Intendentes        | 18 Intendentes                        | 18 Intendentes | 18 Intendentes | 18 Intendentes |
| Partido/Alianza       | Partido/Alianza                       | Votos          | %              | Intendentes    |
| --------------------- | ------------------------------------- | -------------- | -------------- | -------------- |
|                       | Partido Colorado                      | 59.836         |                | 12/18          |
|                       | Partido Liberal Radical Auténtico     | 25.724         |                | 4/18           |
|                       | Alianza Ñamopu A Carapegua            | 6.135          |                |                |
|                       | Partido Revolucionario Febrerista     | 5.668          |                | 1/18           |
|                       | Partido Encuentro Nacional            | 4.114          |                |                |
|                       | Alianza Acahay Diferente              | 3.277          |                | 1/18           |
|                       | Partido Hagamos                       | 1.824          |                |                |
|                       | Partido de la Juventud                | 1.637          |                |                |
|                       | Alianza María Antonia para Todos      | 1.145          |                |                |
|                       | Movimiento Renovación Tebicuarymiense | 900            |                |                |
|                       | Partido Patria Querida                | 662            |                |                |
|                       | Partido Frente Amplio                 | 434            |                |                |
|                       | Partido Nacional de la Gente 30A      | 230            |                |                |
|                       | Concertación Nacional Frente Guasu    | 178            |                |                |
|                       | Partido Democrático Progresista       | 38             |                |                |
| Votos positivos       | Votos positivos                       | 111.802        |                |                |
| Votos en blanco       |                                       |                |                |                |
| Votos nulos           |                                       |                |                |                |
| Participación         |                                       |                |                |                |
| Electores registrados | Electores registrados                 |                | 100            |                |

### Alto Paraná
| Alto Paraná           | Alto Paraná                                     | Alto Paraná    | Alto Paraná    | Alto Paraná    |
| 22 Intendentes        | 22 Intendentes                                  | 22 Intendentes | 22 Intendentes | 22 Intendentes |
| Partido/Alianza       | Partido/Alianza                                 | Votos          | %              | Intendentes    |
| --------------------- | ----------------------------------------------- | -------------- | -------------- | -------------- |
|                       | Partido Colorado                                | 128.200        |                | 13/22          |
|                       | Movimiento Conciencia Democrática               | 94.793         |                | 2/22           |
|                       | Partido Liberal Radical Auténtico               | 50.571         |                | 4/22           |
|                       | Unidos por el Cambio                            | 17.439         |                | 1/22           |
|                       | Partido Patria Querida                          | 5.096          |                | 1/22           |
|                       | Alianza Itakyry Primero                         | 3.894          |                |                |
|                       | Movimiento Ka Arendy Pyahu                      | 3.332          |                | 1/22           |
|                       | Alianza Mallorquina                             | 3.029          |                |                |
|                       | Alianza Juntos Podemos                          | 2.679          |                |                |
|                       | Partido de la Juventud                          | 2.457          |                |                |
|                       | Partido Unión Nacional de Ciudadanos Éticos     | 2.082          |                |                |
|                       | Partido Frente Amplio                           | 1.293          |                |                |
|                       | Partido Nacional Unámonos                       | 1.142          |                |                |
|                       | Movimiento Reconciliación Nacional del Este     | 933            |                |                |
|                       | Concertación Nacional Frente Guasu              | 645            |                |                |
|                       | Alianza por San Alberto                         | 623            |                |                |
|                       | Movimiento Oportunidad para Todos               | 602            |                |                |
|                       | Partido Demócrata Cristiano                     | 581            |                |                |
|                       | Partido Encuentro Nacional                      | 562            |                |                |
|                       | Partido Hagamos                                 | 514            |                |                |
|                       | Partido Socialista Democrático Herederos        | 440            |                |                |
|                       | Partido Verde Paraguay                          | 324            |                |                |
|                       | Movimiento Acción Social de Presidente Franco   | 287            |                |                |
|                       | Partido País Solidario                          | 257            |                |                |
|                       | Movimiento Franco Oku E                         | 253            |                |                |
|                       | Partido Patria Soñada                           | 184            |                |                |
|                       | Partido del Movimiento Patriótico Popular       | 166            |                |                |
|                       | Movimiento Independiente Hernandarias Iporaveta | 163            |                |                |
|                       | Unidos Podemos                                  | 142            |                |                |
|                       | Partido Cruzada Nacional                        | 116            |                |                |
|                       | Partido Paraguay Tekopyahu                      | 56             |                |                |
|                       | Partido Popular Tekojoja                        | 41             |                |                |
|                       | Movimiento Iruñenses Unidos                     | 39             |                |                |
| Votos positivos       | Votos positivos                                 | 322.935        |                |                |
| Votos en blanco       |                                                 |                |                |                |
| Votos nulos           |                                                 |                |                |                |
| Participación         |                                                 |                |                |                |
| Electores registrados | Electores registrados                           |                | 100            |                |

### Central
| Central               | Central                                     | Central        | Central        | Central        |
| 19 Intendentes        | 19 Intendentes                              | 19 Intendentes | 19 Intendentes | 19 Intendentes |
| Partido/Alianza       | Partido/Alianza                             | Votos          | %              | Intendentes    |
| --------------------- | ------------------------------------------- | -------------- | -------------- | -------------- |
|                       | Partido Colorado                            | 331.509        |                | 9/19           |
|                       | Partido Liberal Radical Auténtico           | 262.948        |                | 10/19          |
|                       | Alianza SL Unido de San Lorenzo             | 26.612         |                |                |
|                       | Alianza Ciudadana Capiateña                 | 16.809         |                |                |
|                       | Alianza Lambare                             | 12.312         |                |                |
|                       | Concertación San Lorenzo Se Puede           | 10.537         |                |                |
|                       | Partido Nacional de la Gente 30A            | 6.695          |                |                |
|                       | Alianza Unidos por Jas                      | 4.510          |                |                |
|                       | Alianza Guarambare                          | 4.156          |                |                |
|                       | Partido Cruzada Nacional                    | 3.686          |                |                |
|                       | Alianza Somos Más                           | 3.016          |                |                |
|                       | Alianza Luque Somos Todos                   | 2.156          |                |                |
|                       | Partido Hagamos                             | 2.062          |                |                |
|                       | Partido Nacional Unámonos                   | 1.595          |                |                |
|                       | Concertación Nacional Frente Guasu          | 1.562          |                |                |
|                       | Movimiento Ñamopu A San Lorenzo             | 1.445          |                |                |
|                       | Partido Patria Querida                      | 1.214          |                |                |
|                       | Partido Unión Nacional de Ciudadanos Éticos | 1.135          |                |                |
|                       | Partido Verde Paraguay                      | 1.057          |                |                |
|                       | Movimiento Patria Nueva Ñemby               | 1.012          |                |                |
|                       | Partido Democrático Progresista             | 871            |                |                |
|                       | Alianza Villa Elisa                         | 852            |                |                |
|                       | Partido Patria Soñada                       | 844            |                |                |
|                       | Partido de la Juventud                      | 595            |                |                |
|                       | Partido del Movimiento Patriótico Popular   | 481            |                |                |
|                       | Alianza Ikatu Limpiope                      | 480            |                |                |
|                       | Movimiento Independiente Sí Se Puede        | 458            |                |                |
|                       | Concertación Ciudadana Que Venga la Gente   | 406            |                |                |
|                       | Movimiento Ciudadano Independiente          | 399            |                |                |
|                       | Movimiento Juntos por la Conquista          | 273            |                |                |
|                       | Movimiento Valor Motivador Salvador         | 235            |                |                |
|                       | Movimiento Más Acción                       | 226            |                |                |
|                       | Partido Participación Ciudadana             | 139            |                |                |
| Votos positivos       | Votos positivos                             | 702.287        |                |                |
| Votos en blanco       |                                             |                |                |                |
| Votos nulos           |                                             |                |                |                |
| Participación         |                                             |                |                |                |
| Electores registrados | Electores registrados                       |                | 100            |                |

### Ñeembucú
| Ñeembucú                         | Ñeembucú                                | Ñeembucú       | Ñeembucú       | Ñeembucú       |
| 16 Intendentes                   | 16 Intendentes                          | 16 Intendentes | 16 Intendentes | 16 Intendentes |
| Partido/Alianza                  | Partido/Alianza                         | Votos          | %              | Intendentes    |
| -------------------------------- | --------------------------------------- | -------------- | -------------- | -------------- |
|                                  | Partido Colorado                        | 26.198         |                | 10/16          |
|                                  | Alianza Todos por Guazu Cua             | 10.291         |                | 2/16           |
| Alianza Todos por Humaita        |                                         | 10.291         |                | 2/16           |
| Alianza Todos por Pilar          |                                         | 10.291         |                | 2/16           |
| Alianza Todos por Desmochados    |                                         | 10.291         |                | 2/16           |
| Alianza Todos por Mayor Martínez |                                         | 10.291         |                | 2/16           |
|                                  | Partido Liberal Radical Auténtico       | 7.175          |                | 3/16           |
|                                  | Partido Encuentro Nacional              | 1.154          |                |                |
|                                  | Alianza Todos Juntos por Paso de Patria | 724            |                | 1/16           |
|                                  | Partido Patria Querida                  | 584            |                |                |
|                                  | Alianza Juntos por Villalbin            | 493            |                |                |
|                                  | Movimiento Humaita Querido              | 316            |                |                |
| Votos positivos                  | Votos positivos                         | 46.935         |                |                |
| Votos en blanco                  |                                         |                |                |                |
| Votos nulos                      |                                         |                |                |                |
| Participación                    |                                         |                |                |                |
| Electores registrados            | Electores registrados                   |                | 100            |                |

### Amambay
| Amambay               | Amambay                           | Amambay       | Amambay       | Amambay       |
| 6 Intendentes         | 6 Intendentes                     | 6 Intendentes | 6 Intendentes | 6 Intendentes |
| Partido/Alianza       | Partido/Alianza                   | Votos         | %             | Intendentes   |
| --------------------- | --------------------------------- | ------------- | ------------- | ------------- |
|                       | Partido Liberal Radical Auténtico | 32.140        |               | 1/6           |
|                       | Partido Colorado                  | 29.103        |               | 5/6           |
|                       | Partido Nacional Unámonos         | 675           |               |               |
|                       | Partido Cruzada Nacional          | 599           |               |               |
|                       | Partido Democrático Progresista   | 156           |               |               |
|                       | Partido Demócrata Cristiano       | 145           |               |               |
|                       | Partido Encuentro Nacional        | 127           |               |               |
|                       | Partido Paraguay Tekopyahu        | 68            |               |               |
| Votos positivos       | Votos positivos                   | 63.013        |               |               |
| Votos en blanco       |                                   |               |               |               |
| Votos nulos           |                                   |               |               |               |
| Participación         |                                   |               |               |               |
| Electores registrados | Electores registrados             |               | 100           |               |

### Canindeyú
| Canindeyú             | Canindeyú                                   | Canindeyú      | Canindeyú      | Canindeyú      |
| 16 Intendentes        | 16 Intendentes                              | 16 Intendentes | 16 Intendentes | 16 Intendentes |
| Partido/Alianza       | Partido/Alianza                             | Votos          | %              | Intendentes    |
| --------------------- | ------------------------------------------- | -------------- | -------------- | -------------- |
|                       | Partido Colorado                            | 47.518         |                | 10/16          |
|                       | Partido Liberal Radical Auténtico           | 12.389         |                | 2/16           |
|                       | Alianza Yasy Cañy                           | 5.170          |                | 1/16           |
|                       | La Fuerza de la Esperanza                   | 4.286          |                |                |
|                       | Partido Unión Nacional de Ciudadanos Éticos | 4.235          |                | 2/16           |
|                       | Alianza Unidos por Maracaná                 | 2.720          |                | 1/16           |
|                       | Alianza Nueva Esperanza para Todos          | 2.477          |                |                |
|                       | Alianza Ypehu para Todos                    | 1.544          |                |                |
|                       | Concertación Nacional Frente Guasu          | 1.385          |                |                |
|                       | Movimiento Jejuhu Patriótico                | 1.349          |                |                |
|                       | Partido Democrático Progresista             | 846            |                |                |
|                       | Partido Nacional de la Gente 30A            | 104            |                |                |
|                       | Partido Cruzada Nacional                    | 59             |                |                |
|                       | Partido Hagamos                             | 54             |                |                |
|                       | Partido de la Juventud                      | 41             |                |                |
| Votos positivos       | Votos positivos                             | 84.177         |                |                |
| Votos en blanco       |                                             |                |                |                |
| Votos nulos           |                                             |                |                |                |
| Participación         |                                             |                |                |                |
| Electores registrados | Electores registrados                       |                | 100            |                |

### Presidente Hayes
| Presidente Hayes      | Presidente Hayes                            | Presidente Hayes | Presidente Hayes | Presidente Hayes |
| 9 Intendentes         | 9 Intendentes                               | 9 Intendentes    | 9 Intendentes    | 9 Intendentes    |
| Partido/Alianza       | Partido/Alianza                             | Votos            | %                | Intendentes      |
| --------------------- | ------------------------------------------- | ---------------- | ---------------- | ---------------- |
|                       | Partido Colorado                            | 23.759           |                  | 8/9              |
|                       | Alianza Villa Hayes para Todos              | 7.348            |                  |                  |
|                       | Alianza Todos Juntos por Benjamín           | 3.322            |                  |                  |
|                       | Alianza para Todos                          | 1.888            |                  |                  |
|                       | Movimiento Decisión Ciudadana y Democracia  | 1.613            |                  |                  |
|                       | Partido Liberal Radical Auténtico           | 1.335            |                  | 1/9              |
|                       | Partido Hagamos                             | 1.038            |                  |                  |
|                       | Partido Unión Nacional de Ciudadanos Éticos | 878              |                  |                  |
|                       | Alianza Juntos por un Nanawa Mejor          | 762              |                  |                  |
|                       | Partido Revolucionario Febrerista           | 619              |                  |                  |
|                       | Alianza Electoral Pinasco Poty              | 593              |                  |                  |
|                       | Renacer Acevalence                          | 589              |                  |                  |
|                       | Movimiento Independiente Estamos            | 423              |                  |                  |
|                       | Partido Patria Soñada                       | 348              |                  |                  |
|                       | Partido del Frente Patriótico Teete         | 283              |                  |                  |
|                       | Concertación Nacional Frente Guasu          | 208              |                  |                  |
|                       | Partido Participación Ciudadana             | 21               |                  |                  |
| Votos positivos       | Votos positivos                             | 45.027           |                  |                  |
| Votos en blanco       |                                             |                  |                  |                  |
| Votos nulos           |                                             |                  |                  |                  |
| Participación         |                                             |                  |                  |                  |
| Electores registrados | Electores registrados                       |                  | 100              |                  |

### Alto Paraguay
| Alto Paraguay         | Alto Paraguay                      | Alto Paraguay | Alto Paraguay | Alto Paraguay |
| 4 Intendentes         | 4 Intendentes                      | 4 Intendentes | 4 Intendentes | 4 Intendentes |
| Partido/Alianza       | Partido/Alianza                    | Votos         | %             | Intendentes   |
| --------------------- | ---------------------------------- | ------------- | ------------- | ------------- |
|                       | Partido Colorado                   | 6.420         |               | 4/4           |
|                       | Concertación Nacional Frente Guasu | 847           |               |               |
|                       | Partido Liberal Radical Auténtico  | 793           |               |               |
|                       | Partido Encuentro Nacional         | 631           |               |               |
|                       | Partido Patria Querida             | 170           |               |               |
| Votos positivos       | Votos positivos                    | 8.861         |               |               |
| Votos en blanco       |                                    |               |               |               |
| Votos nulos           |                                    |               |               |               |
| Participación         |                                    |               |               |               |
| Electores registrados | Electores registrados              |               | 100           |               |

### Boquerón
| Boquerón              | Boquerón                                    | Boquerón      | Boquerón      | Boquerón      |
| 4 Intendentes         | 4 Intendentes                               | 4 Intendentes | 4 Intendentes | 4 Intendentes |
| Partido/Alianza       | Partido/Alianza                             | Votos         | %             | Intendentes   |
| --------------------- | ------------------------------------------- | ------------- | ------------- | ------------- |
|                       | Partido Colorado                            | 7.922         |               | 2/4           |
|                       | Alianza Filadelfia                          | 3.805         |               | 1/4           |
|                       | Alianza Juntos por Mariscal Estigarribia    | 2.675         |               | 1/4           |
|                       | Partido Unión Nacional de Ciudadanos Éticos | 2.473         |               |               |
|                       | Alianza Boquerón para Todos                 | 2.120         |               |               |
|                       | Partido Patria Querida                      | 1.735         |               |               |
|                       | Partido Liberal Radical Auténtico           | 212           |               |               |
|                       | Partido Verde Paraguay                      | 146           |               |               |
|                       | Partido Nacional Unámonos                   | 71            |               |               |
|                       | Concertación Nacional Frente Guasu          | 49            |               |               |
| Votos positivos       | Votos positivos                             | 21.208        |               |               |
| Votos en blanco       |                                             |               |               |               |
| Votos nulos           |                                             |               |               |               |
| Participación         |                                             |               |               |               |
| Electores registrados | Electores registrados                       |               | 100           |               |